# Aeroportul Arak
Aeroportul Arak (IATA: AJK, ICAO: OIHR) este un aeroport din Provincia Markazi, Iran ce deservește zona Arak. A fost deschis în 1938.
Situat la o altitudine de 1.680 m, aeroportul dispune de o singură pistă.